# Am Haus Lütz 49 (Mönchengladbach)

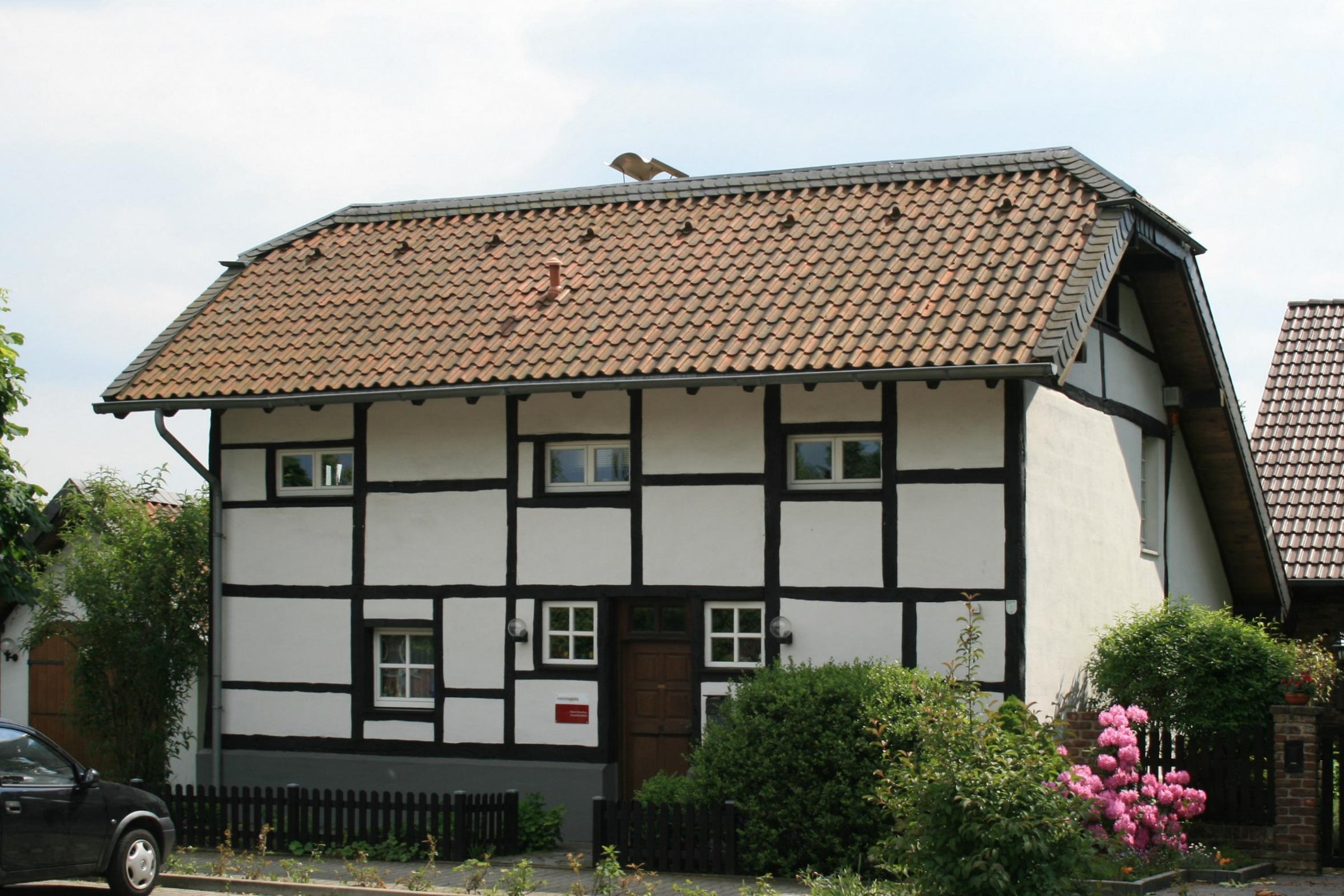
Fachwerkhaus Am Haus Lütz 49 (2010)

Das Fachwerkhaus Am Haus Lütz 49 steht in Mönchengladbach (Nordrhein-Westfalen) im Stadtteil Bettrath-Hoven. Es wurde im frühen 18. Jahrhundert erbaut. Das Haus ist unter Nr. A 006 am 4. Dezember 1984 in die Denkmalliste der Stadt Mönchengladbach eingetragen worden.

## Architektur
Es handelt sich um ein zur Platzseite zweigeschossiges Fachwerkständerhaus mit Krüppelwalmdach, sowie einer versetzt angebauten massiven Erweiterung mit Satteldach und eingeschossigem Schuppenanbau. Zur Gartenseite eine niedrige Traufenführung, so dass dort eine Eingeschossigkeit gegeben ist. Die Fenstergliederung ist überwiegend kleinteilig original, teilweise aber auch verändert und mit vergrößerten Öffnungen.